# Sunshine
Sunshine là một vùng ngoại ô ở Melbourne, Victoria, Úc, cách Trung tâm thành phố Melbourne 12 km (7,5 mi) về phía tây, nằm trong khu vực chính quyền địa phương của Thành phố Brimbank. Sunshine ghi nhận dân số 9.445 người trong cuộc điều tra dân số năm 2021.